# Coral del Río Otero
Coral del Río Otero (Vigo, 1966) es una economista española e investigadora en economía aplicada; centra sus estudios en cómo intervienen y por qué se perpetúan las desigualdades de género en el mercado de trabajo.

## Biografía
Se licenció en Economía en 1989 por la Universidad de Santiago de Compostela y se doctoró en 1996 por la Universidad Carlos III de Madrid con la tesis Desigualdad y pobreza en España de 1980-81 a 1990-91. Es profesora del departamento de Economía Aplicada de la Universidad de Vigo y desde julio de 2012 es catedrática de Universidad en dicho departamento. Fue la primera Directora del Área de Igualdad de la universidad de 2006 a 2008. Pertenece al grupo de investigación "Distribución da renda, territorio e mercado laboral". Fue miembro de la Cátedra Caixanova de Estudios Feministas.
Está especializada en las desigualdades económicas causadas por el género en el mercado laboral.
Ha publicado La distribución de la renta en Galicia, Desigualdad, pobreza y polarización en la distribución de la renta en Galicia, La segregación ocupacional por razón de género y sus efectos sobre el bienestar de las mujeres, artículos y trabajos en diversos medios. En 2010, en la XXVII Semana Galega de Filosofía dedicada a Filosofía y Economía, impartió la ponencia invitada "Género y Mercado de Trabajo".
En 2017 recibió el Premio de Igualda de Ernestina Otero otorgado por el Consello Municipal da Muller e a Concellería de Igualdade do Concello de Vigo.